# Nazionale maschile di pallacanestro delle Samoa Americane
La nazionale di pallacanestro delle Samoa Americane è la rappresentativa cestistica delle Samoa Americane ed è posta sotto l'egida della Federazione cestistica delle Samoa Americane.
Ha preso parte ai FIBA Oceania Championship 1995 giungendo terza.

## Piazzamenti

### Campionati oceaniani
- 1995 -  3°